# Change (In the House of Flies)
«Change (In the House of Flies)» es un sencillo de la banda de metal alternativo Deftones, el primero en ser extraído del álbum White Pony. En junio de 2000, los restos de sus de mayor éxito comercial hasta la fecha única, alcanzando el número 3 en el Billboard Modern rock Tracks chart, N.º 9 en la lista Mainstream rock Tracks y N° 53 en el UK Singles Chart. La canción fue incluida en el muchmusic álbum recopilatorio brillante grande Tunes 5.
La canción fue descrita como una de las mejores de la historia del rock alternativo.

## Vídeo musical
El vídeo musical, dirigido por Liz Friedlander, muestra a la banda tocando en una fiesta. Las personas que asisten tienen apariencia apática y llevan máscaras de animales. El vídeo fue filmado desde 30-31 de mayo de 2000, en un Hollywood, California.

## Lista de canciones
| N.º | Título                           | Escritor(es)                   | Duración |  |
| 1.  | «Change (In the House of Flies)» | Deftones                       | 4:58     |  |
| 2.  | «Crenshaw»                       | Deftones                       | 4:49     |  |
| 3.  | «No Ordinary Love» (Sade cover)  | Sade Adu and Stuart Matthewman | 5:32     |  |

## Versiones de otros artistas
- La EBM/industrial grupo Ayria grabó una versión de la canción para la versión 2CD especial de su álbum Hearts for Bullets.
- Breaking Benjamin, junto con Shaun Morgan de Seether y Barry Stock de Three Days Grace , llevaron a cabo un cover en vivo de esta canción durante su gira de primavera de 2008.